# Ґао Цзічун
Ґао Цзічун (кит.: 高繼沖; піньїнь: Gāo Jichong; 943–973) — останній правитель Цзінані періоду п'яти династій і десяти держав.

## Життєпис
Був сином Ґао Баожуна й племінником свого попередника Ґао Баосюя. Зайняв трон після смерті останнього 962 року.
Виконував радше церемоніальні функції, фактично ж мав посаду цзєдуши однієї з провінцій Сун. 963 року Цзінань офіційно припинила своє існування під тиском Сун, не зустрівши опору з боку Ґао Цзічуна. Останній після того служив офіцером у Сюйчжоу. Помер 973 року.